# Rickey Dudley
Rickey Deshun Dudley (Henderson, 15 luglio 1972) è un ex giocatore di football americano statunitense che ha militato nel ruolo di tight end nella National Football League (NFL).

## Biografia
Al college, Dudley giocò a football a Ohio State. Fu scelto come nono assoluto nel Draft NFL 1996 dagli Oakland Raiders. Vi giocò fino al 2000 con un massimo di 787 yard ricevute e 7 touchdown nella sua seconda stagione. Dopo una stagione nel 2001 coi Cleveland Browns, nel 2002 passò ai Tampa Bay Buccaneers con cui vinse subito il Super Bowl XXXVII battendo proprio i Raiders. Si ritirò a causa di un infortunio al pollice dopo la stagione 2004.

## Palmarès

### Franchigia
- Super Bowl : 1

Tampa Bay Buccaneers: XXXVII
- National Football Conference Championship: 1

Tampa Bay Buccaneers: 2002

## Statistiche
| Ricezioni     | 221   |
| Yard ricevute | 3.024 |
| Touchdown     | 33    |